# Mimosa pigra
Mimosa pigra är en ärtväxtart som beskrevs av Carl von Linné. Mimosa pigra ingår i släktet mimosor, och familjen ärtväxter. Utöver nominatformen finns också underarten M. p. pigra.

## Bildgalleri

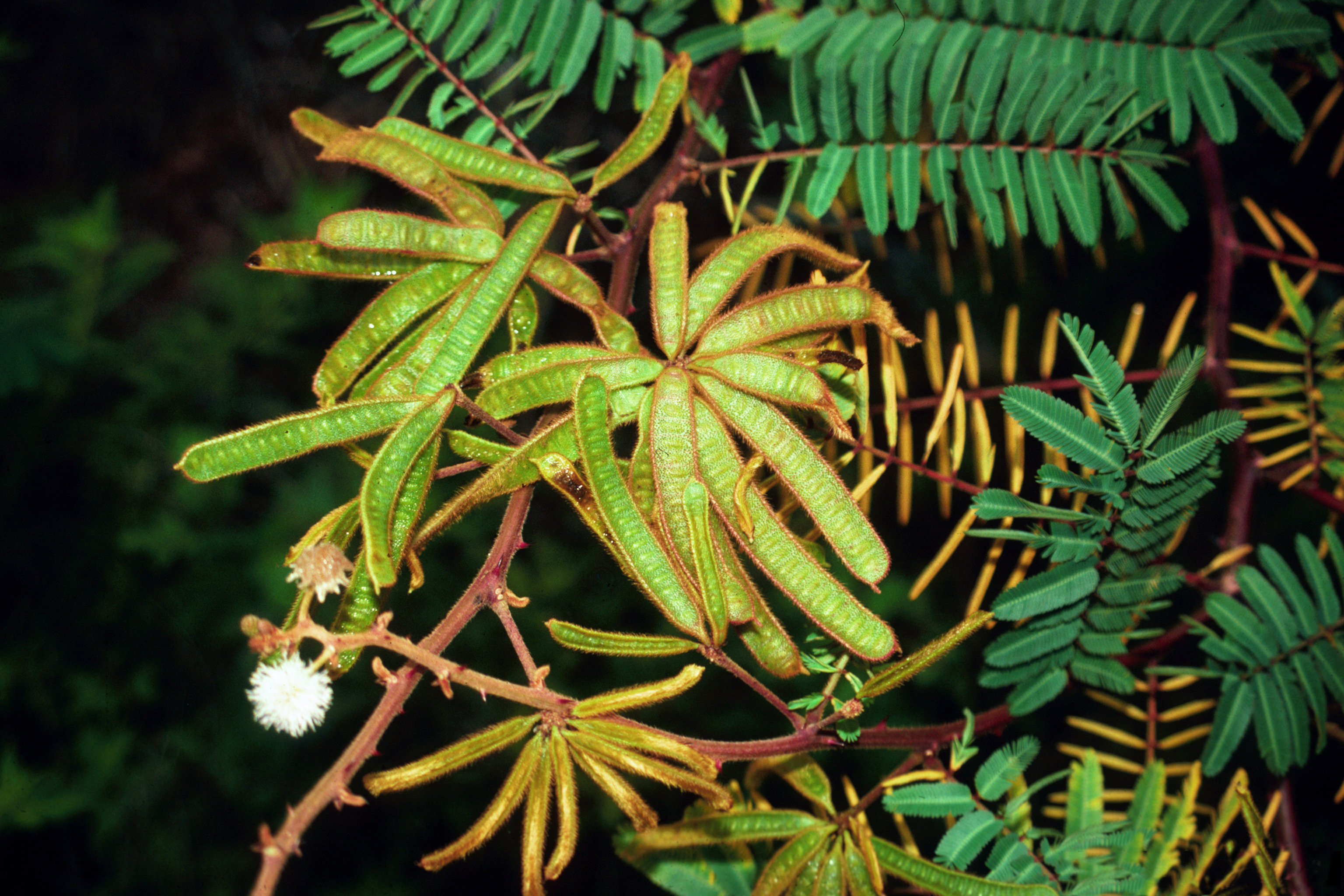